# Ceratopipra mentalis
El saltarín cabecirrojo norteño (Ceratopipra mentalis), también denominado manaquín cabeza roja (en México), saltarín cabecirrojo (en México, Nicaragua, Costa Rica y Colombia), saltarín coronirroja (en Honduras) o saltarín de capa roja,  es una especie de ave paseriforme de la familia Pipridae perteneciente al género Ceratopipra. Es nativo de  América Central y del noroeste de América del Sur. El macho tiene un comportamiento de cortejo inusual en el cual se mueve rápidamente hacia atrás, semejante a un paso de baile popularizado por Michael Jackson conocido como "moonwalk".

## Descripción
Es un ave pequeña que mide 10 cm de longitud y que pesa 16 g. El plumaje del macho es principalmente negro, la cabeza y la nuca de color rojo brillante. Los muslos son de color amarillo brillante, la barbilla y los revestimientos de las alas son amarillo pálido. 
La hembra es verde oliva opaco por encima, mientras que las partes inferiores son de color verde amarillento. Ambos sexos tienen patas de color marrón. El iris de los machos es de color blanco, mientras que el de la hembra y los juveniles es de color marrón.

## Distribución y hábitat
Su área de distribución abarca desde el sureste de México, por Guatemala, Belice, Honduras, Nicaragua, Costa Rica, Panamá, hasta el oeste de Colombia y Ecuador.
Esta especie es considerada localmente común en sus hábitats naturales: los niveles bajo e intermedio de selvas húmedas y crecimientos secundarios adyacentes; principalmente abajo de los 500 m s. n. m. de altitud.

## Comportamiento

### Alimentación
Se alimenta principalmente de pequeños frutos y bayas de las familias Aracea, Melastomataceae, Rubiácea, Annonaceae (Guatteria), Heliconia. También se alimenta de insectos que atrapa del follaje.

### Reproducción
La temporada de reproducción es de marzo a julio. La hembra construye un nido en forma de taza a una altura de 1,5 y 10 metros en el bosque. Pone dos huevos de color grisáceo oscuro, moteado de café. Solo la hembra incuba los huevos y cría los polluelos, sin ayuda del macho.
Es una especie de ave solitaria, excepto durante el cortejo. En la temporada de reproducción los machos se mantienen en lugares fijos -separados entre sí de 3 a 30 metros- y forman arenas de cortejo (o leks) en las que demuestran su baile de cortejo a la hembras, moviéndose sobre ramas delgadas o en ocasiones sobre el suelo. En su baile de cortejo el macho se mueve rápidamente hacia atrás o hacia los lados sobre una rama delgada desplazándose con pequeños saltillos casi imperceptibles, dando la impresión de que ejecuta un paso de baile humano conocido como "moonwalk de Michael Jackson".

## Sistemática

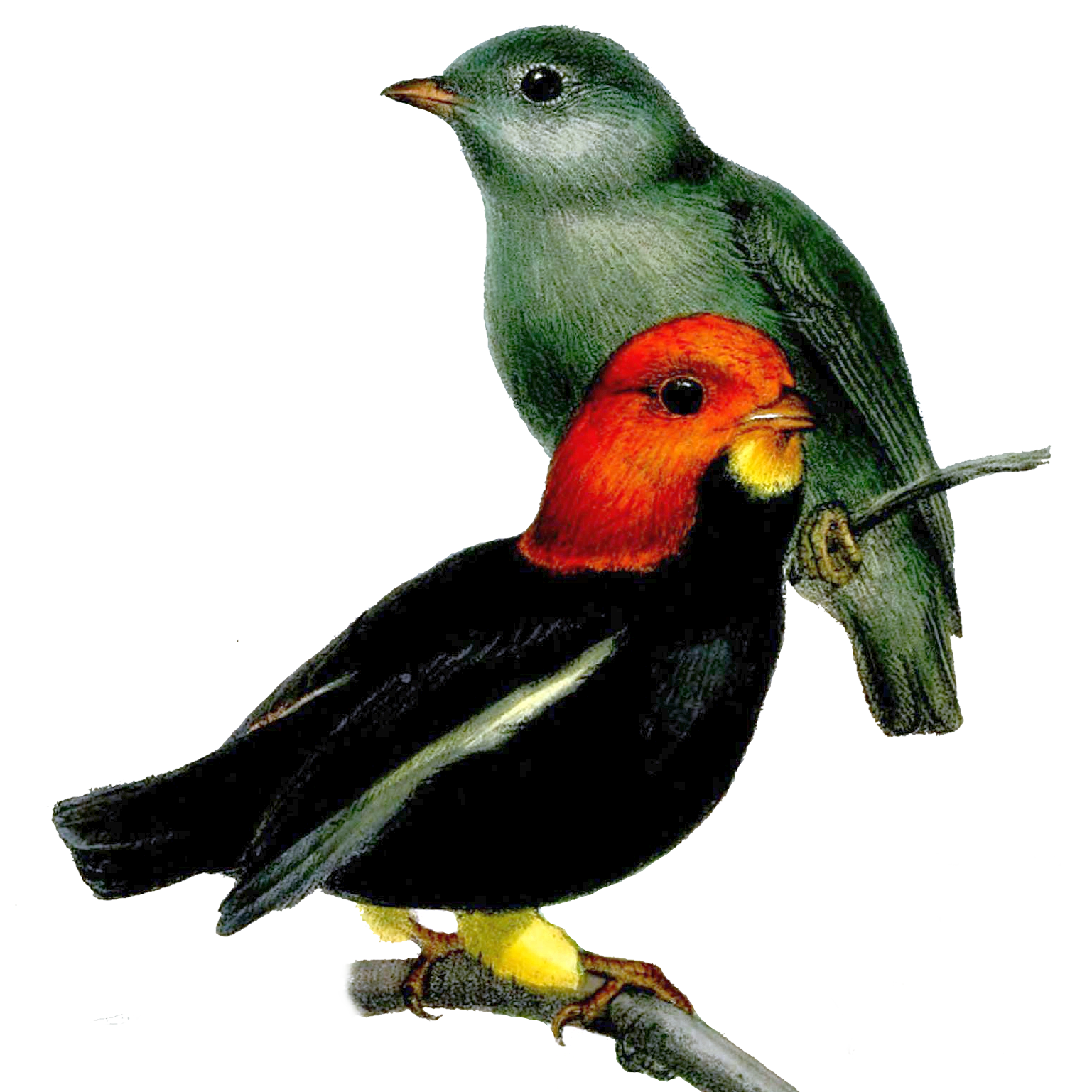
Pipra mentalis, macho (abajo) y hembra (arriba), ilustración de Wolf para Proceedings of the Zoological Society of London, 1856.

### Descripción original
La especie C. mentalis fue descrita por primera vez por el zoólogo británico Philip Lutley Sclater en 1857 bajo el nombre científico Pipra mentalis; la localidad tipo es «Córdoba, Veracruz, México».

### Etimología
El nombre genérico femenino «Ceratopipra» es una combinación de la palabra del griego «keras, keratos» que significa ‘cuerno’, y del género Pipra, los manaquines; y el nombre de la especie «mentalis», en latín moderno significa ‘relativo al mentón’.

### Taxonomía
Los datos genéticos indican una relación próxima con Ceratopipra erythrocephala, y estas dos siendo hermanas del par formado por C. rubrocapilla y C. chloromeros.

### Subespecies
Según las clasificaciones del Congreso Ornitológico Internacional (IOC) y Clements Checklist/eBird, se reconocen tres subespecies, con su correspondiente distribución geográfica:
- Ceratopipra mentalis ignifera (Bangs, 1901) - desde el sureste de México (sur de Veracruz) hacia el sur, en la pendiente caribeña, hasta el este de Costa Rica.
- Ceratopipra mentalis mentalis (P.L Sclater, 1857) - Panamá, principalmente del lado caribeño.
- Ceratopipra mentalis minor (Hartert, 1898) - oeste de Colombia y oeste de Ecuador.